# Kapelle (Oberkienberg)

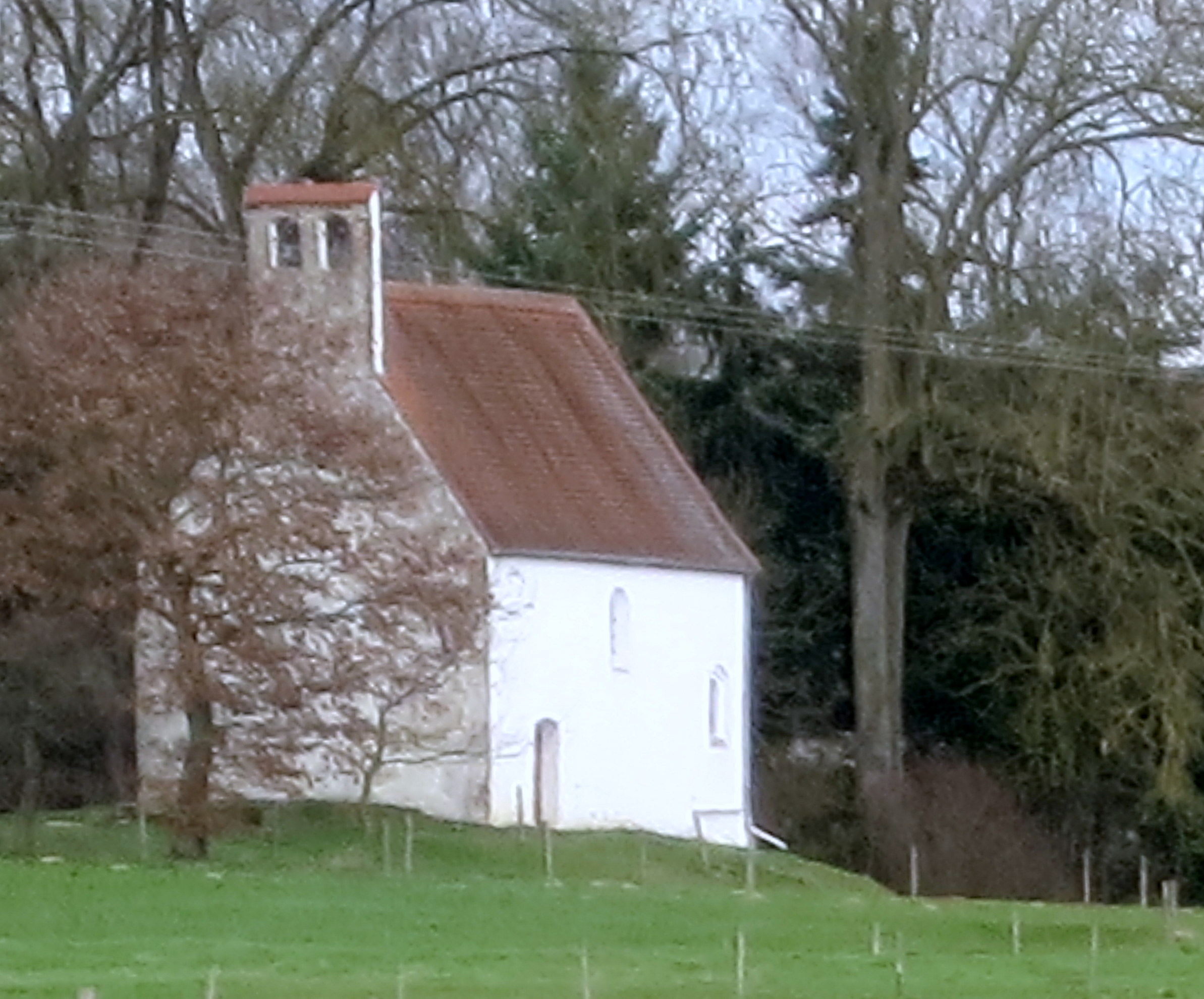
Kapelle St. Vitus in Oberkienberg

Die Kapelle St. Vitus in Allershausen im oberbayerischen Landkreis Freising steht auf der Südseite des Bauernhofes Oberkienberg 5 am Hochufer des Glonntales. Der kleine gotische  Saalbau mit polygonalem Chor und Dachreiter entstand im 14./15. Jahrhundert. Das Dachwerk stammt aus der Zeit um 1860 (dendrochronologisch datiert); auch die Ausstattung steht unter Denkmalschutz.
Die mittelalterliche Hofkapelle ist ein geschütztes Baudenkmal mit der Aktennummer D-1-78-113-18 des BLfD.